# 維利亞卡市鎮
維利亞卡市鎮，曾是拉脫維亞的一個市鎮，設立於2009年，位於該國東北部。人口6549人，面積639.7平方公里，人口密度約10人/km2。
2021年7月1日，維利亞卡市鎮与其它市镇一起并入巴爾維市鎮。

## 外部連結
- 巴爾維市鎮官方網站 （页面存档备份，存于） （拉脱维亚文） （英文） （俄文）